# 北の富士賞
北の富士賞（きたのふじしょう）とは、大相撲で十両優勝を全勝で達成した力士に、第52代横綱・NHK相撲解説者の北の富士勝昭から個人的に贈られるとされていた賞金の俗称である。

## 解説
十両は幕内と比較して定員が少なく(2020年現在、幕内42人に対し十両は28人)、また、伸び盛りの若手力士が長期的に在位することが少ない関係上、在位する力士の実力が拮抗する傾向がある。更に十両の上位在位者や好成績者が幕内力士と当たることも多いため、全勝は非常に難しいとされ、事実、1963年（昭和38年）11月場所で北の冨士が達成して以来、十両では2006年までの43年間、全勝優勝が出なかった。
2005年（平成17年）9月場所で豊ノ島が初日から土つかずの13連勝を達成した際、テレビ解説を務めていた北の富士が「全勝優勝したら僕からも何かやるよ」「金一封」と言ったことがきっかけである。しかし、この場所豊ノ島は14日目に把瑠都に敗れて惜しくも14勝1敗に終わり、立ち消えとなった。
2006年（平成18年）3月場所、その把瑠都が15戦全勝を達成し、同場所千秋楽の解説を務めていた北の富士の前で実況担当だった藤井康生アナから「北の富士賞」の名が出た。
この時把瑠都の全勝優勝インタビューにて「北の富士関は横綱まで行きましたが把瑠都関はどこまで行きたいですか?」の質問が出た際に北の富士は「横綱、横綱」と回答を促したという。
NHK関係者を通じて10万円の「金一封」を渡された把瑠都は、師弟関係もない一門外の北の富士からの祝儀に「冗談でしょう」と初めはキョトンとしていたが、北の富士が十両全勝優勝の先輩で、誰よりもこの全勝優勝を喜んでいたことを知ると跳び上がって喜び、場所後、このお金は十両優勝の賞金などとともにエストニアに住む母親にそっくりプレゼントしたという。
また、把瑠都に贈られた賞の内容が金一封であったことは、ベースボール・マガジン社発行の雑誌『相撲』2006年5月号掲載の北の富士と把瑠都との対談で公にされた。
把瑠都は戦後4人目の十両優勝を全勝で達成した力士で、過去の3名は栃光（1955年3月場所）・内田（1961年11月場所、後の豊山）・北の富士（1963年11月場所）と、いずれも最終的に大関以上（北の富士のみ横綱）の地位に上り詰めた。把瑠都自身も2010年（平成22年）5月場所に大関昇進を果たした。
2012年1月場所で大関把瑠都が初日から14連勝して初の幕内最高優勝を決めた際には史上2人目の幕内十両双方の15戦全勝優勝経験者になるのではと期待がかかった。千秋楽正面解説はこの記録の1人目である北の富士で、この時藤井アナウンサーとの間で2度目の北の富士賞の話が出たが、結びの一番で横綱白鵬に敗れて14勝1敗となり全勝優勝は達成できず、北の富士賞の話は流れてしまった。
2014年9月場所では栃ノ心も十両優勝を全勝で達成したが、北の富士賞の話題は出ず、受賞も無かったとされる。なお、栃ノ心も2018年5月場所後に大関昇進を果たし、十両優勝を全勝で達成した力士は全員大関以上に出世するというジンクスが守られる形となった。
なお、北の富士本人はNHK大相撲中継2014年9月場所14日目の解説で自身の予算上の理由から当初より授賞を見送る方針である旨を明かしていた。
2020年1月場所で元大関の照ノ富士が初日から13連勝した際にも中継内でアナウンサーに言及されたが、北の富士は「忘れてください」と述べており、表彰としての実態は同時点で事実上消滅していたと考えられる。2021年3月場所千秋楽に実況の大坂敏久アナウンサーから「最近、北の富士賞が…」と指摘されると「苦しいんですよ」と改めて廃止したことを示した。2023年1月場所中に朝乃山が初日から6連勝した際に厚井大樹アナウンサーから北の富士賞の可能性について尋ねられると「最近、僕もね、経済的にちょっと。失礼だよ。十両の力士になると稼ぎが違いますから。そうしてやりたいけど、財政不如意でいかん」と言葉を濁し、やはり廃止状態であることを示唆していた。
北の富士は2024年11月12日に82歳で亡くなったため、把瑠都は結果的に「北の富士の存命中に北の富士賞を受賞した唯一の力士」として、名を残す形となった。